# Honkasaaret (ö i Päijänne-Tavastland, Lahtis, lat 61,19, long 26,17)
Honkasaaret är en ö i Finland. Den ligger i sjön Konnivesi och i kommunen Heinola i den ekonomiska regionen  Lahtis ekonomiska region  och landskapet Päijänne-Tavastland, i den södra delen av landet, 130 km nordost om huvudstaden Helsingfors. Öns area är 0,9 hektar och dess största längd är 150 meter i sydväst-nordöstlig riktning.